# Nelsonia (dier)
Nelsonia is een geslacht van zoogdieren uit de familie van de Cricetidae. De wetenschappelijke naam van het geslacht werd in 1897 gepubliceerd door Clinton Hart Merriam. 

## Soorten
Er worden 2 soorten in dit geslacht geplaatst:
- Nelsonia goldmani C. H. Merriam, 1903
- Nelsonia neotomodon C. H. Merriam, 1897